# Distrito Escolar de Roseland (California)
El Distrito Escolar de Roseland (Roseland Elementary School District) es un distrito escolar del Condado de Sonoma (California). Tiene su sede en Santa Rosa. El consejo escolar tiene un presidente, un vicepresidente, un secretario, y dos miembros.

## Escuelas
Centro preescolar:
- Apples and Banana 4C's Preschool

Escuelas primarias: 
- Escuela Primaria Roseland[3]
- Escuela Primaria Roseland Creek[4]
- Escuela Primaria Acelerada Sheppard[5]

Escuela secundaria:
- Escuela Secundaria Acelerada Roseland (Roseland Accelerated Middle School,  RAMS) - grados 7° y 8°[6]

Escuelas secundarias y preparatorias:
- Roseland Collegiate Prep - grados 7° a 10°
- Roseland University Prep (RUP) - grados 9° a 12°